# Kulturno – povijesna cjelina grada Donje Stubice
Kulturno-povijesna cjelina grada Donje Stubice, kompleks zgrada u općini Donje Stubice, zaštićeno kulturno dobro.

## Opis dobra
Na južnoj strani Medvednice, u nizini između potoka Toplice i Reke, u podgrađu Starog grada formirano je u 14 st. srednjovjekovno trgovište. Oko sajmišnog trga, koji je i danas jezgra naselja s kasnobaroknom župnom kurijom i crkvom Presvetog Trojstva, razvija se naselje koje u 17. i 18. st. namjesto ranije drvene arhitekture, dobiva veće zidane građevine upravne namjene. Proširuje se izgradnja na glavnoj komunikaciji prema zapadu i istoku. Nove poteze izgradnje određuje i željeznička pruga s kolodvorom. Osim značajne urbanističke vrijednosti sa sačuvanom srednjovjekovnom prostornom matricom, Donja Stubica se odlikuje i tradicijskim graditeljstvom integriranim u najužu gradsku jezgru

## Zaštita
Pod oznakom Z-4662 zavedena je kao nepokretno kulturno dobro - pojedinačno, pravnog statusa zaštićena kulturnog dobra, klasificirano kao "kulturno-povijesna cjelina".